# Rappelz
Rappelz (Coreano: 라펠즈 온라인) es un videojuego de tipo MMORPG gratuito publicado por Way2Bit Co. Ltd. (Bora Island), el mismo distribuidor de Flyff. Está basado en un mundo fantástico en el que conviven tres razas diferenciadas por su alineamiento, a saber: los Deva, los guardianes de la Luz; los Asura, sirvientes de la Oscuridad; y los Gaia, protectores de la Naturaleza. Este juego puede compararse con otros de su mismo género como el Lineage II.
Como el resto de juegos MMORPG de Bora Island, Rappelz es gratuito. La generación de ingresos se consigue gracias a la tienda virtual, donde pueden comprarse objetos especiales y un pase para poder acceder a la Aldea Oculta, donde los jugadores pueden comprar todo tipo de objetos. Sin embargo, el uso de este servicio no es obligatorio ni imprescindible para el correcto funcionamiento del juego, simplemente proporciona algunas ventajas adicionales.

## Historia
El 26 de septiembre de 2006 concluyó la primera fase de pruebas (closed beta version), en la que participaron un reducido grupo de jugadores. Pocos días después, el 2 de octubre de 2006, se lanza la versión beta en abierto, con dos servidores activos: "Tortus", el servidor normal, y "Pantera", más bien orientado al combate jugador vs. jugador. Debido a que el cliente de Rappelz comprueba la versión del juego e instala las actualizaciones, si las hubiera, en primer lugar, aquellos que ya habían participado en la primera fase de pruebas no necesitaron descargarse de nuevo la aplicación.
La fase de pruebas concluyó definitivamente con el lanzamiento oficial del juego el 3 de noviembre de 2006. Mientras que los personajes creados al inicio de las pruebas (versión beta cerrada) fueron borrados al lanzarse la segunda beta, los de esta última sobrevivieron al lanzamiento de la versión definitiva. En poco menos de tres meses, los cuatro servidores activos iniciales: "Tortus", "Lydian", "Yeti" y "Pantera (PvP - Jugador vs. Jugador)"; registraban un gran número de conexiones diarias, por lo que se empezó a hablar de la apertura de un quinto servidor llamado "Bahamut", que se abrió definitivamente el 7 de marzo de 2007.

## Ambientación
La historia de fondo del juego está basada en un mundo medieval con dos dioses principales encargados de las fuerzas de la creación y de la extinción. En el pasado, los dioses enviaron a los deva y a los asura para ayudar a estos a construir su civilización, siendo los deva los representantes de la Luz, y los asura de la Oscuridad.
Gracias a la ayuda de los deva y los asura, los gaia se asentaron y surgieron las ciudades. Pero con el paso del tiempo, apareció una mujer que se llamaba a sí misma la Bruja. Ésta desaprobaba la intervención divina y trató de convencer a los gaia de que no tenían que seguir los dictámenes de los deva y los asura. Proclamó por todos lados sus palabras y ganó adeptos entre los gaia, creando una legión de fanáticos religiosos que sumió al mundo en el caos. Debido a que la Bruja era tan poderosa, los gaia, los deva y los asura tuvieron que unir fuerzas para poder combatirla. Finalmente, lograron capturarla y decidieron acabar con ella quemándola viva.
Años después, el número de seguidores de la Bruja comenzó a aumentar paulatinamente, y se empezó a extender el rumor de su retorno. Algunos entre gaia decidieron investigar si todo lo que había dicho la Bruja era verdad. El juego parte de este punto.

## Geografía
Comienza su aventura en una pequeña isla que recibe el nombre de Traine's Island (isla de entrenamiento). En esta isla, el jugador completa pruebas en las que aprender las nociones básicas para poder jugar, a la vez que adquiere experiencia. Una vez completadas todas las pruebas, el jugador abandona la isla para continuar en el continente, sin embargo, se puede volver cuando se desee teletransportándose.